# Sammy Kirongo
Sammy Kirongo (né le 4 février 1994) est un athlète kényan, spécialiste du 800 mètres.

## Biographie
En 2014, il remporte la médaille d'or du relais 4 × 800 mètres lors des premiers relais mondiaux de l'IAAF, à Nassau aux Bahamas, en compagnie de Ferguson Rotich, Job Kinyor et Alfred Kipketer.

## Palmarès
| Date | Compétition               | Lieu   | Résultat | Épreuve   | Temps        |
| ---- | ------------------------- | ------ | -------- | --------- | ------------ |
| 2014 | Relais mondiaux de l'IAAF | Nassau | 1er      | 4 × 800 m | 7 min 8 s 40 |

### Records
| Épreuve | Performance  | Lieu    | Date          |
| ------- | ------------ | ------- | ------------- |
| 800 m   | 1 min 45 s 3 | Nairobi | 26 avril 2014 |